# Hervé This
Hervé This (Suresnes, 5 giugno 1955) è un chimico francese, considerato il padre della gastronomia molecolare, ovvero di un approccio scientifico all'arte culinaria.
Lavora come ricercatore fisico-chimico all'Institut national de la recherche agronomique (INRA).
È consulente scientifico dell'edizione francese di Scientific American e dirige la fondazione di scienza e cultura alimentare dell'accademia francese delle scienze.

## Opere
- Rivelazioni gastronomiche, Jaca Book, Milano 1996
- La scienza in cucina. Piccolo trattato di gastronomia molecolare, Dedalo, Bari, 2010
- La cucina nota a nota. Come comporre in laboratorio la sinfonia dei sapori, Dedalo, Bari, 2017
- I segreti della pentola, Jaca Book, Milano, 2020